# مارك رايت (عسكري)
مارك رايت (بالإنجليزية: Mark Wright)‏ هو عسكري بريطاني، ولد في 22 أبريل 1979 في إدنبرة في المملكة المتحدة، وتوفي في 6 سبتمبر 2006 في ولاية هلمند في أفغانستان.